# エヒタナハ
エヒタナハ （Echternach、ルクセンブルク語: Iechternach）は、ルクセンブルク東部のコミューンで、市資格を持つ。ドイツ国境と接するルクセンブルク最古の町である。エヒテルナハ、エヒテルナッハとも。

## 歴史

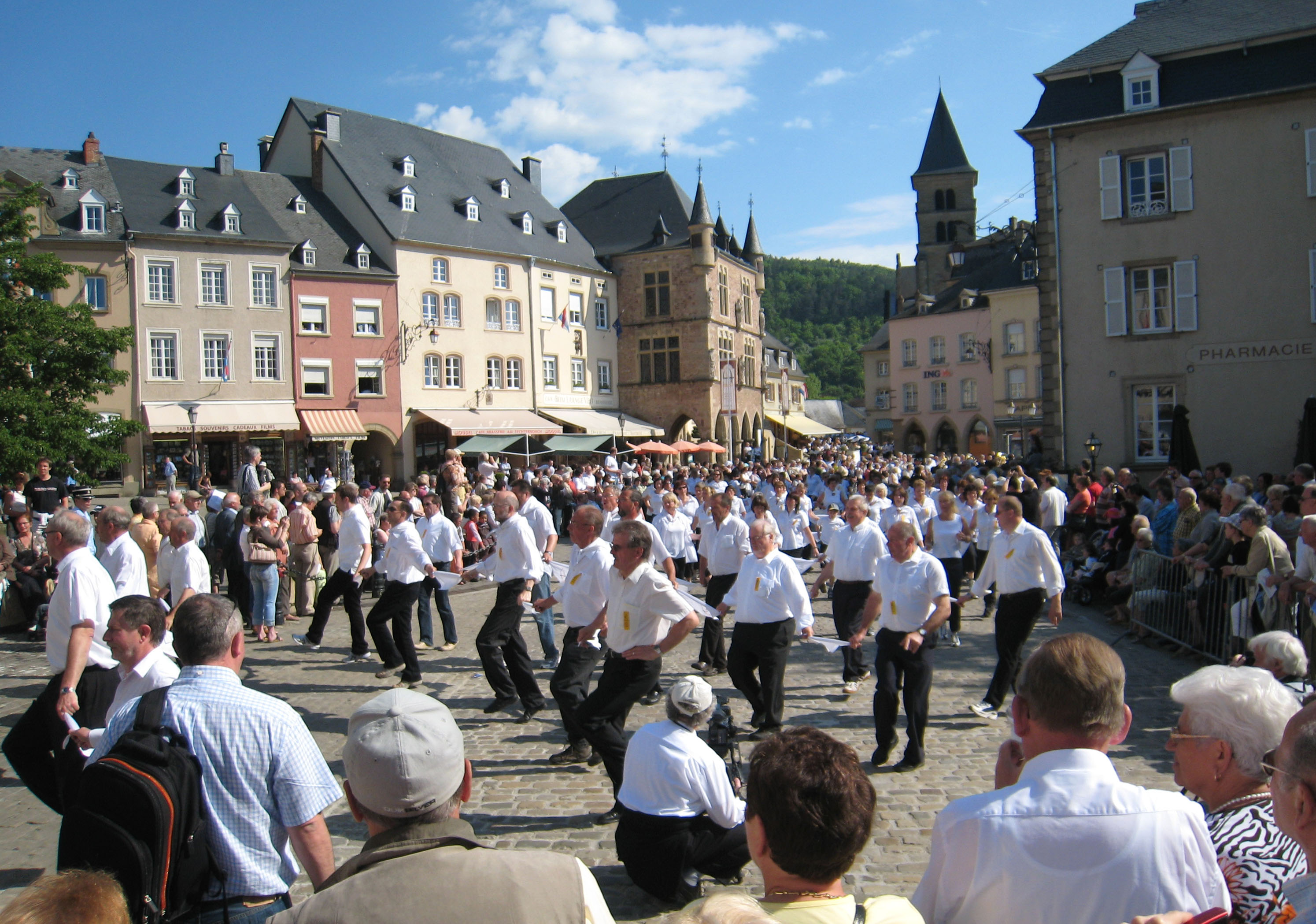
舞踊付きの礼拝行進

先史時代の居住の跡が見られる。ローマ帝政期の邸宅や集落を囲む防備施設、墓地等の存在が証明されている。
ノーサンブリア王国出身の修道士で、のちに初代ユトレヒト司教となり、フリジア人のキリスト教化に尽力した、聖ウィリボードが698年に創建したエヒタナハ修道院の壁周辺に、定住地としてエヒタナハは発展した。ウィリボードは亡くなる739年まで修道院を導いた。その後この地への巡礼が行われるようになった。今日、毎年ペンテコステの3日目には、彼にちなむ舞踊付きの礼拝行進が行われている。 
かつて町の中を流れていたシュール川（en:Sauer）は今ルクセンブルク＝ドイツ国境となっているが、ローマ帝国末期とメロヴィング朝期には、これは全て辺境領ではなかった。60年/ 70年頃に広壮な邸宅（Palastvilla; Herrenhaus）が建設された。この遺構は1975年/ 1976年の発掘調査によって確認されている。邸宅は4世紀に至るまで拡張を続け、最盛期には124ｘ72ｍ、地階約70室であった。
697年/698年、フランク王ダゴベルト2世の娘でトリーアのエーレン（Trier-Oeren）の修道院長であったイルミナ（Irmina）は、自ら部分的に所有する屋敷と（villa Epternacus）と教会施設をウィリボードに贈った。706年、ウィリボードは屋敷の残りの部分をイルミナの娘プレクトルード（Plektrud）とピピン3世（小ピピン）から寄贈され、修道院施設を建設した。
「修道院は849年から856年まで伯アダルハルドゥスの所有となり、修道士を聖堂参事会員に代えたが、864年には伯ラギナールが、873年にはカール大王の子カルルマンが所有した。当院に修道士が再び住むようになるのはそれから1世紀後の973年である」。　1017年にはウィリボード時代の建物が焼け落ちたが、左右対称の塔を備えたロマネスク様式のバシリカは、今もウィリボードの墓のある納骨堂を中に備えている。修道院の図書館と写字室（Echternacher Skriptorium；8世紀と11世紀に最盛期）は優れた美術品を所有制作していた。 エヒタナハの町は修道院の外壁周囲で形作られた。町が都市特権を得たのは1236年であった。1737年、修道院は端正なバロック様式で再建された。1797年、修道士たちは追放され、修道院の有名な図書館とその所蔵物は競売にかけられた。図書館が所有していた初期の写本の一部は、パリのフランス国立図書館にある。修道院内には磁器工房がつくられていた。町は、鉄道ができ観光客がやってくるまで衰退していた。1815年にルクセンブルクに帰属した。

## 史跡
エヒタナハには2つの教会がある。大きな方は、修道院付属のバシリカで、町の歴史地区にある18世紀の修道院（現在は学校が入っている）に囲まれている。小さな方は、教区教会である聖ペテロ聖パウロ教会である。
第二次世界大戦でひどく傷んだエヒテナハは、完全に修復された。絵のように美しい町は、今も中世の壁と塔で囲まれている。1975年から、5月と6月に国際音楽祭が開かれている。

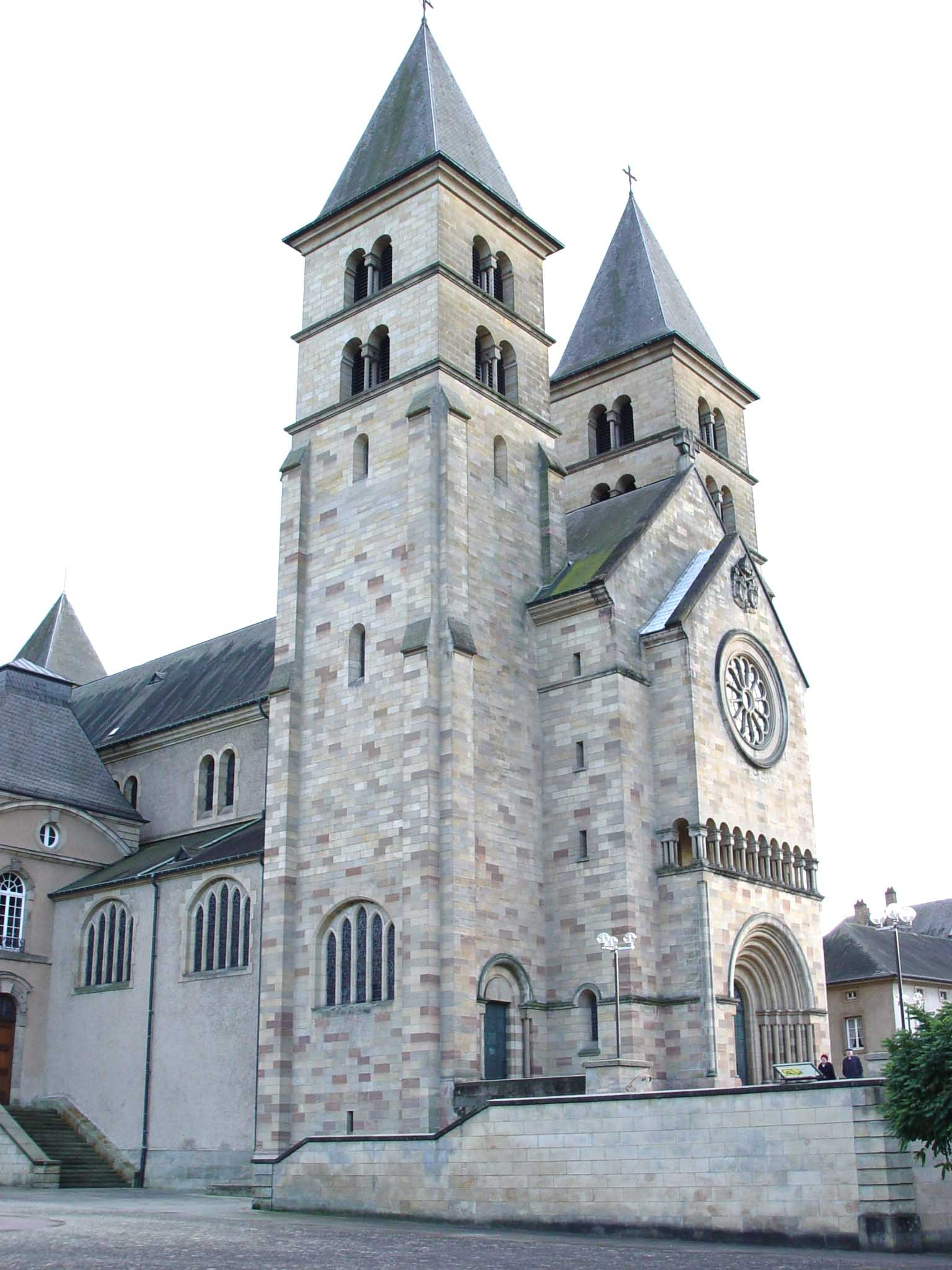
エヒタナハのバシリカ
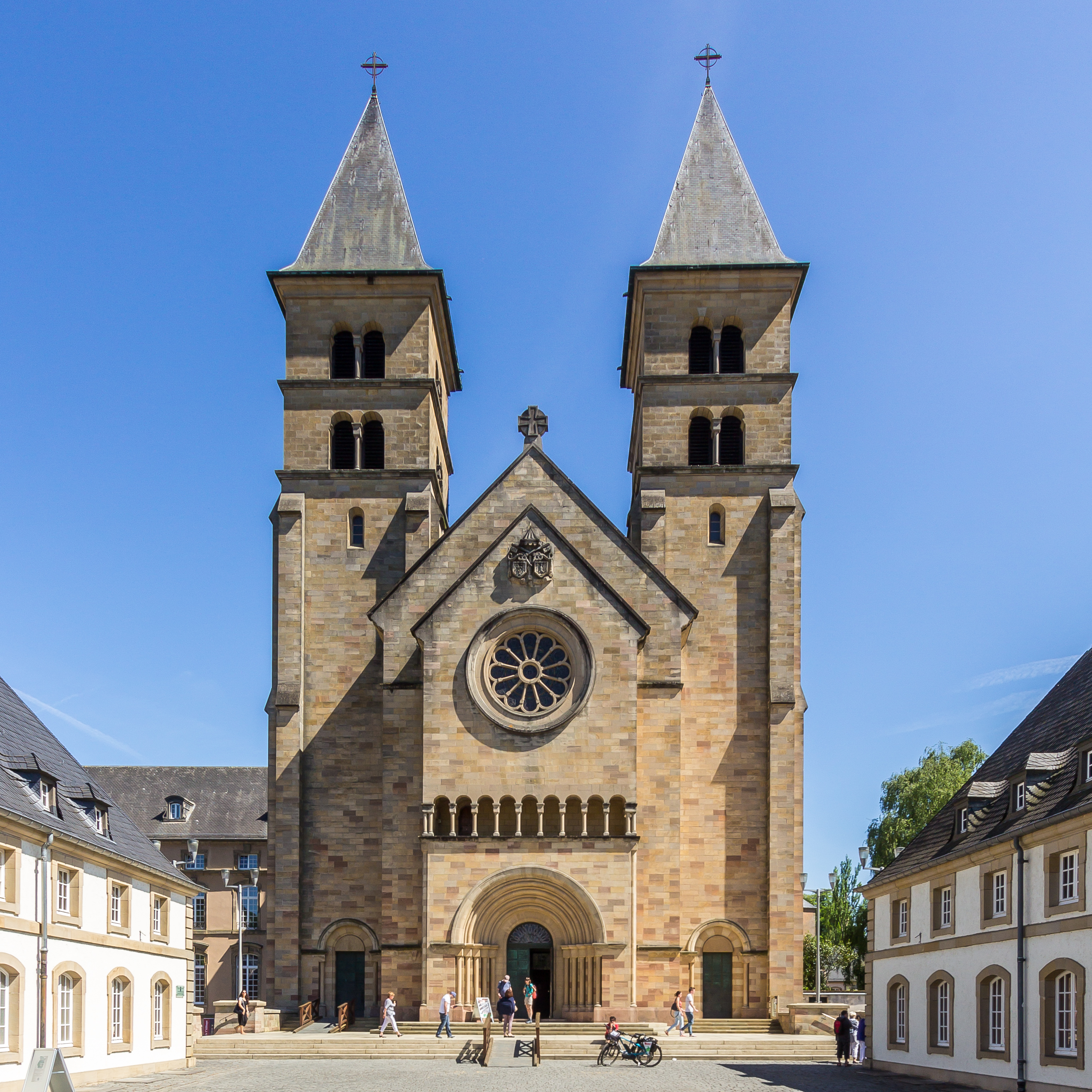
エヒタナハ修道院